# Lista de vereadores de Coari
Esta é a lista de vereadores de Coari, município brasileiro do estado do Amazonas.
A Câmara Municipal de Coari é formada atualmente por quinze representantes, desde a eleição de 2004, diferentemente do que em anos anteriores que era de onze cadeiras, devido ao fato que as cidades passaram a ter um número de vereadores equivalente à sua população. O Plenário da Câmara chama-se Prefeito Dr. Odair Carlos Geraldo.

## Legislatura de 2021–2024
Estes são os vereadores eleitos nas eleições de 15 de novembro de 2020, pelo período de 1° de janeiro de 2021 a 31 de dezembro de 2024:
|    | Nome                                                                     | Partido                                | Votos | %    |
| -- | ------------------------------------------------------------------------ | -------------------------------------- | ----- | ---- |
| 1  | Jeany de Paula Amaral Pinheiro (2021) (Coari, 24.03.1973–)               | Progressistas (PP)                     | 1.871 | 4,90 |
| 2  | Maria Ducirene da Cruz Menezes, Dulce Menezes (Coari, 17.08.1973–)       | Movimento Democrático Brasileiro (MDB) | 1.600 | 4,19 |
| 3  | José Carlos Ferreira Pinheiro, Zé Carlos (Codajás, 10.12.1966–)          | Partido Social Democrático (PSD)       | 1.252 | 3,28 |
| 4  | Francisco Edilson Leitão Bonfim, Bacana (Coari, 04.08.1984–)             | Partido Liberal (PL)                   | 1.149 | 3,01 |
| 5  | Marilso de Assis Maia, Marilson do Gesso (Coari, 19.05.1990–)            | Movimento Democrático Brasileiro (MDB) | 1.082 | 2,83 |
| 6  | Nelson Adalberto Carvalho da Silva, do Caminhão (Coari, 07.08.1980–)     | Partido Liberal (PL)                   | 1.060 | 2,78 |
| 7  | Salustiano Rodrigues de Freitas Júnior, Salu Júnior (Coari, 17.01.1975–) | Movimento Democrático Brasileiro (MDB) | 997   | 2,61 |
| 8  | Elinho Oliveira do Nascimento (Coari, 17.11.1986–)                       | Progressistas (PP)                     | 929   | 2,43 |
| 9  | Mário Jorge Lima dos Santos (Manacapuru, 29.09.1962–)                    | Partido Social Democrático (PSD)       | 878   | 2,30 |
| 10 | Edilson de Oliveira Lima (Irituia, 15.01.1969–)                          | Republicanos                           | 866   | 2,27 |
| 11 | Edelson Fialho de Souza (Coari, 12.05.1979–)                             | Progressistas (PP)                     | 863   | 2,26 |
| 12 | Erivan Pacheco de Souza, da Pesca (Coari, 05.05.1979–)                   | Progressistas (PP)                     | 770   | 2,02 |
| 13 | José Augusto Albuquerque Bastos, Zezinho Bastos (Coari, 05.04.1961–)     | Podemos (PODE)                         | 748   | 1,96 |
| 14 | Orleilson de Oliveira Lima (Codajás, 27.01.1974–)                        | Partido Liberal (PL)                   | 727   | 1,90 |
| 15 | Altemir Rubem Melo (Coari, 25.06.1980–)                                  | Republicanos                           | 715   | 1,87 |

## Legislatura de 2017–2020
Estes são os vereadores eleitos nas eleições de 2 de outubro de 2016, pelo período de 1° de janeiro de 2017 a 31 de dezembro de 2020:
| Mesa Diretora (2019-2020) |                       |                        |                              |
| Nome                      | Início do mandato     | Fim do mandato         | Cargo                        |
| Keytton Pinheiro          | 1º de janeiro de 2019 | 31 de dezembro de 2020 | Presidente da Câmara         |
| Jeany Pinheiro            | 1º de janeiro de 2019 | 31 de dezembro de 2020 | 1º Vice-presidente da Câmara |
| Carlinhos do Bem          | 1º de janeiro de 2019 | 31 de dezembro de 2020 | 2º Vice-presidente da Câmara |
| Cristian Pereira          | 1º de janeiro de 2019 | 31 de dezembro de 2020 | 1º Secretário                |
| Orleilson de Oliveira     | 1º de janeiro de 2019 | 31 de dezembro de 2020 | 2º Secretário                |

| Mesa Diretora (2017-2018) |                       |                        |                              |
| Nome                      | Início do mandato     | Fim do mandato         | Cargo                        |
| Keytton Pinheiro          | 1º de janeiro de 2017 | 31 de dezembro de 2018 | Presidente da Câmara         |
| Samuel Castro             | 1º de janeiro de 2017 | 31 de dezembro de 2018 | 1º Vice-presidente da Câmara |
| Edilson Lima              | 1º de janeiro de 2017 | 31 de dezembro de 2018 | 2º Vice-presidente da Câmara |
| Carlinhos do Bem          | 1º de janeiro de 2017 | 31 de dezembro de 2018 | 1º Secretário                |
| Irmão Orleilson           | 1º de janeiro de 2017 | 31 de dezembro de 2018 | 2º Secretário                |

|    | Nome                                                                              | Partido                                         | Votos | %    |
| -- | --------------------------------------------------------------------------------- | ----------------------------------------------- | ----- | ---- |
| 1  | Jeany de Paula Amaral Pinheiro (Coari, 24.03.1973–)                               | Partido Progressista (PP)                       | 1.204 | 3,04 |
| 2  | Cristian Pereira Rodrigues (Coari, 04.08.1980–)                                   | Partido Progressista (PP)                       | 767   | 1,94 |
| 3  | Samuel Pereira de Castro (Coari, 01.07.1984–)                                     | Partido Social Liberal (PSL)                    | 714   | 1,80 |
| 4  | Rodrigo Alves da Costa (Coari, 20.04.1976–)                                       | Solidariedade (SD)                              | 704   | 1,78 |
| 5  | Carlos Endrick dos Santos Nascimento, Carlinhos Filho do Bem (Coari, 13.05.1996–) | Partido Trabalhista Cristão (PTC)               | 689   | 1,74 |
| 6  | Aldervan Souza Cordovil, Dr. Adeva Cordovil (Coari, 13.09.1977–)                  | Partido Trabalhista Brasileiro (PTB)            | 669   | 1,69 |
| 7  | Edilson de Oliveira Lima (Irituia, 15.01.1969–)                                   | Partido Social Cristão (PSC)                    | 663   | 1,68 |
| 8  | Salustiano Rodrigues de Freitas Júnior, Salu Júnior (Manaus, 17.01.1975–)         | Partido Renovador Trabalhista Brasileiro (PRTB) | 650   | 1,64 |
| —  | Márcio Silva de Almeida (Coari, 26.05.1980–)                                      | Partido Renovador Trabalhista Brasileiro (PRTB) | 644   | 1,63 |
| 9  | Ademoque Reboucos da Silva Filho (Coari, 12.04.1984–)                             | Partido Social Democrata Cristão (PSDC)         | 633   | 1,60 |
| 10 | Orleilson de Oliveira Lima (Codajás, 27.11.1974–)                                 | Partido Humanista da Solidariedade (PHS)        | 625   | 1,58 |
| 11 | Ewertonw Rodrigo Alves Medeiros (Coari, 06.02.1984–)                              | Democratas (DEM)                                | 618   | 1,56 |
| 12 | Keitton Wyllyson Pinheiro Batista (2017-2020) (Coari, 06.10.1979–)                | Partido Trabalhista Brasileiro (PTB)            | 605   | 1,53 |
| 13 | Francisco Edilson Leitão Bonfim, Bacana (Coari, 04.08.1984–)                      | Partido Verde (PV)                              | 587   | 1,48 |
| 14 | Mário Jorge Lima dos Santos (Manacapuru, 29.09.1962–)                             | Partido Trabalhista Nacional (PTN)              | 568   | 1,44 |
| 15 | Edelson Fialho de Souza (Coari, 12.05.1979–)                                      | Partido Ecológico Nacional (PEN)                | 559   | 1,41 |

## Legislatura de 2013–2016
Estes são os vereadores eleitos nas eleições de 7 de outubro de 2012, pelo período de 1° de janeiro de 2013 a 31 de dezembro de 2016:
| Mesa Diretora (2015)           |                       |                     |                              |
| Nome                           | Início do mandato     | Fim do mandato      | Cargo                        |
| Iliseu Monteiro da Silva       | 1º de janeiro de 2015 | 18 de março de 2015 | Presidente da Câmara         |
| Adnamar Maciel Guimarães       | 1º de janeiro de 2015 | 18 de março de 2015 | 1º Vice-presidente da Câmara |
| Raimundo Nonato Gomes Monteiro | 1º de janeiro de 2015 | 18 de março de 2015 | 2º Vice-presidente da Câmara |
| Clodair Melo Nunes             | 1º de janeiro de 2015 | 18 de março de 2015 | 1º Secretário                |
| Carlos Alves Batista           | 1º de janeiro de 2015 | 18 de março de 2015 | 2º Secretário                |

| Mesa Diretora (2015-2016)              |                     |                        |                              |
| Nome                                   | Início do mandato   | Fim do mandato         | Cargo                        |
| Iranilson da Silva Medeiros            | 19 de março de 2015 | 31 de dezembro de 2016 | Presidente da Câmara         |
| Salustiano Rodrigues de Freitas Júnior | 19 de março de 2015 | 31 de dezembro de 2016 | 1º Vice-presidente da Câmara |
| Keitton Wyllyson Pinheiro Batista      | 19 de março de 2015 | 31 de dezembro de 2016 | 2º Vice-presidente da Câmara |
| Raimundo Nonato Souza Coelho           | 19 de março de 2015 | 31 de dezembro de 2016 | 1º Secretário                |
| Robério Queiroz dos Santos             | 19 de março de 2015 | 31 de dezembro de 2016 | 2º Secretário                |

|    | Nome                                                                        | Partido                                            | Votos | %    |
| -- | --------------------------------------------------------------------------- | -------------------------------------------------- | ----- | ---- |
| 1  | Cleiciane da Cruz e Silva, Drª. Cleiciane (Coari, 20.07.1979–)              | Partido Trabalhista Cristão (PTC)                  | 1.132 | 3,19 |
| 2  | Clodair Melo Nunes (Manacapuru, 27.09.1973–)                                | Partido Comunista do Brasil (PC do B)              | 953   | 2,69 |
| 3  | Antonio Adenilson Menezes Bonfim, Dêca (2013-2014) (Coari, 07.11.1978–)     | Partido da Mobilização Nacional (PMN)              | 894   | 2,52 |
| 4  | Iranilson da Silva Medeiros, Iran Medeiros (2015-2016) (Coari, 14.12.1965–) | Democratas (DEM)                                   | 888   | 2,51 |
| 5  | Carlos Alves Batista, Merelo (Coari, 08.03.1954–)                           | Partido Trabalhista Cristão (PTC)                  | 799   | 2,25 |
| 6  | Raimundo Nonato Souza Coelho, Professor Natinho (Coari, 01.11.1964–)        | Partido da Mobilização Nacional (PMN)              | 775   | 2,19 |
| 7  | Salustiano Rodrigues de Freitas Júnior, Salu Júnior (Coari, 17.01.1975–)    | Partido do Movimento Democrático Brasileiro (PMDB) | 769   | 2,17 |
| 8  | Mário Jorge Lima dos Santos (Manacapuru, 29.09.1962–)                       | Partido Trabalhista Nacional (PTN)                 | 754   | 2,13 |
| 9  | Adnamar Maciel Guimarães, Professor Adnamar (Coari, 08.07.1971–)            | Partido da Mobilização Nacional (PMN)              | 729   | 2,06 |
| 10 | Raimundo Nonato Gomes Monteiro, Branco (Coari, 16.03.1977–)                 | Partido Trabalhista Nacional (PTN)                 | 729   | 2,06 |
| 11 | Jerbson Alves de Souza (Coari, 01.03.1972–)                                 | Partido do Movimento Democrático Brasileiro (PMDB) | 707   | 1,99 |
| 12 | Iliseu Monteiro da Silva, Bat (Coari, 07.11.1977–)                          | Partido do Movimento Democrático Brasileiro (PMDB) | 638   | 1,80 |
| 13 | Rocivaldo Coutinho dos Santos, Passarão (Manaus, 26.10.1972–)               | Partido Trabalhista Cristão (PTC)                  | 593   | 1,67 |
| 14 | Keitton Wyllyson Pinheiro Batista (Coari, 06.10.1979–)                      | Partido Humanista da Solidariedade (PHS)           | 584   | 1,65 |
| 15 | Robério Queiroz dos Santos (Coari, 15.11.1973–)                             | Partido Republicano Progressista (PRP)             | 555   | 1,57 |

## Legislatura de 2009–2012
Estes são os vereadores eleitos nas eleições de 5 de outubro de 2008, pelo período de 1° de janeiro de 2009 a 31 de dezembro de 2012:
| Mesa Diretora (2011-2012)             |                       |                        |                              |
| Nome                                  | Início do mandato     | Fim do mandato         | Cargo                        |
| Iranilson da Silva Medeiros           | 1º de janeiro de 2011 | 31 de dezembro de 2012 | Presidente da Câmara         |
| Adnamar Maciel Guimarães              | 1º de janeiro de 2011 | 31 de dezembro de 2012 | 1º Vice-presidente da Câmara |
| José Clemilton Moraes da Silveira     | 1º de janeiro de 2011 | 31 de dezembro de 2012 | 2º Vice-presidente da Câmara |
| Raimundo Natanael de Oliveira Alencar | 1º de janeiro de 2011 | 31 de dezembro de 2012 | 1º Secretário                |
| Miguel Corrêa da Silva                | 1º de janeiro de 2011 | 31 de dezembro de 2012 | 2º Secretário                |

|    | Nome                                                                                      | Partido                                            | Votos | %    |
| -- | ----------------------------------------------------------------------------------------- | -------------------------------------------------- | ----- | ---- |
| 1  | José Clemilton Moraes da Silveira (Coari, 21.01.1965–)                                    | Partido da República (PR)                          | 2.012 | 6,43 |
| 2  | Adnamar Maciel Guimarães, Professor Adnamar (Coari, 08.07.1971–)                          | Partido da Mobilização Nacional (PMN)              | 1.926 | 6,16 |
| 3  | José Henrique de Oliveira Freitas, Zé Henrique (01.01 a 30.07.2009) (Manaus, 27.02.1973–) | Partido do Movimento Democrático Brasileiro (PMDB) | 1.654 | 5,29 |
| 4  | Vicente Araújo de Souza, Vicente do Zito (Coari, 19.07.1973–)                             | Partido Progressista (PP)                          | 1.517 | 4,85 |
| 5  | Iranilson da Silva Medeiros, Iran Medeiros (01.08 a 17.08.2009) (Coari, 14.12.1965–)      | Democratas (DEM)                                   | 1.311 | 4,19 |
| 6  | Argemiro Brasil de Souza (18.08.2009-2010) (Alenquer, 26.12.1964–)                        | Partido Socialista Brasileiro (PSB)                | 1.247 | 3,99 |
| 7  | Raimundo Natanael de Oliveira Alencar, Dr. Natanael (Coari, 11.02.1968–)                  | Partido da República (PR)                          | 1.208 | 3,86 |
| 8  | Adão Martins da Silva (Manaus, 30.11.1976–)                                               | Partido Progressista (PP)                          | 1.113 | 3,56 |
| 9  | Márcio Ayone Chamy de Oliveira (Coari, 15.10.1979–)                                       | Partido Social Liberal (PSL)                       | 922   | 2,95 |
| 10 | Emídio Rodrigues Neto (Manaus, 01.08.1960–)                                               | Partido Progressista (PP)                          | 755   | 2,41 |
| —  | Miguel Corrêa da Silva (Coari, 31.07.1963–)                                               | Partido Progressista (PP)                          | 715   | 2,29 |

## Legislatura de 2005–2008
Estes são os vereadores eleitos nas eleições de 3 de outubro de 2004, pelo período de 1° de janeiro de 2005 a 31 de dezembro de 2008:
|    | Nome | Partido                                  | Votos | %    |
| -- | --- | ---------------------------------------- | ----- | ---- |
| 1  | José Wilson Matos Cavalcante, Wilsão (2005-2006) e (01.01 a 13.08.2007) (Coari, 30.05.1964–)                              | Partido da Frente Liberal (PFL)          | 1.255 | 4,46 |
| 2  | José Henrique de Oliveira Freitas, Zé Henrique (Manaus, 27.02.1973–)                                                      | Partido Trabalhista Brasileiro (PTB)     | 1.190 | 4,23 |
| 3  | Adão Martins da Silva (Manaus, 30.11.1976–)                                                                               | Partido Trabalhista Brasileiro (PTB)     | 1.057 | 3,76 |
| 4  | Leondino Coelho de Menezes, Leo (Coari, 30.11.1968–)                                                                      | Partido Trabalhista Brasileiro (PTB)     | 1.045 | 3,72 |
| 5  | Lindolfo Reis Avelar, Alfredo Reis (25.09 a 31.12.2007), (01.01 a 31.03.2008) e (14.04 a 10.06.2008) (Coari, 09.09.1962–) | Partido Humanista da Solidariedade (PHS) | 1.004 | 3,57 |
| 6  | Anacleto Fernandes Dantas (Manaus, 07.10.1956–)                                                                           | Partido Popular Socialista (PPS)         | 949   | 3,37 |
| 7  | Raimundo de Souza Torres, Bita Torres (Coari, 23.05.1969–)                                                                | Partido da Frente Liberal (PFL)          | 931   | 3,31 |
| 8  | Evandro Rodrigues de Moraes (Coari, 06.02.1953–)                                                                          | Partido Progressista (PP)                | 921   | 3,27 |
| 9  | Antônio da Silva Araújo, Leão (Coari, 27.08.1955–)                                                                        | Partido Social Liberal (PSL)             | 697   | 2,48 |
| 10 | Raimundo Osni Souza de Oliveira (14.08 a 24.09.2007), (01.04 a 13.04.2008) e (11.06 a 31.12.2008) (Coari, 05.12.1961–)    | Partido Social Liberal (PSL)             | 542   | 1,93 |

## Legislatura de 2001–2004
Estes são os vereadores eleitos nas eleições de 1º de outubro de 2000, pelo período de 1° de janeiro de 2001 a 31 de dezembro de 2004:
|    | Nome                                                              | Partido                                         | Votos | %    |
| -- | ----------------------------------------------------------------- | ----------------------------------------------- | ----- | ---- |
| 1  | Anacleto Fernandes Dantas (Manaus, 07.10.1956–)                   | Partido da Frente Liberal (PFL)                 | 806   | 3,97 |
| 2  | Evandro Rodrigues de Moraes (Coari, 06.02.1953–)                  | Partido Verde (PV)                              | 664   | 3,27 |
| 3  | Manoel Vicente Ferreira Lima (Coari, 15.07.1954–)                 | Partido Renovador Trabalhista Brasileiro (PRTB) | 626   | 3,08 |
| 4  | Waldir de Melo Peres                                              | Partido Renovador Trabalhista Brasileiro (PRTB) | 623   | 3,07 |
| 5  | Rodrigo Alves da Costa (Coari, 20.04.1976–)                       | Partido Verde (PV)                              | 567   | 2,79 |
| 6  | Francisca Araújo de Souza, Francisca do Zito (Coari, 05.05.1972–) | Partido Trabalhista Nacional (PTN)              | 503   | 2,47 |
| 7  | Luiz Antônio Botelho da Cruz (2001-2002) (Coari, 25.08.1962–)     | Partido da Mobilização Nacional (PMN)           | 495   | 2,44 |
| 8  | Raudileno Ferreira Cordovil, Biá (2003-2004) (Coari, 16.10.1957–) | Partido da Frente Liberal (PFL)                 | 464   | 2,28 |
| 9  | Antônio da Silva Araújo, Leão (Coari, 27.08.1955–)                | Partido Renovador Trabalhista Brasileiro (PRTB) | 462   | 2,27 |
| 10 | Raimundo de Souza Torres, Bita (Coari, 23.05.1969–)               | Partido Republicano Progressista (PRP)          | 345   | 1,70 |
| 11 | Francisco Almeida Monteiro (Coari, 09.08.1959–)                   | Partido Humanista da Solidariedade (PHS)        | 318   | 1,56 |

## Legislatura de 1997–2000
Estes são os vereadores eleitos nas eleições de 3 de outubro de 1996, pelo período de 1° de janeiro de 1997 a 31 de dezembro de 2000:
|    | Nome                                                  | Partido                                            | Votos | %    |
| -- | ----------------------------------------------------- | -------------------------------------------------- | ----- | ---- |
| 1  | Lindolfo Reis Avelar (1999-2000) (Coari, 09.09.1962–) | Partido Renovador Trabalhista Brasileiro (PRTB)    | 421   | 3,20 |
| 2  | Anacleto Fernandes Dantas (Manaus, 07.10.1956–)       | Partido Democrático Trabalhista (PDT)              | 392   | 2,98 |
| 3  | Arnaldo Almeida Mitouso (Coari, 01.05.1958–)          | Partido da Mobilização Nacional (PMN)              | 338   | 2,57 |
| 4  | Luiz Augusto Ribeiro Rebelo (1997-1998)               | Partido da Frente Liberal (PFL)                    | 322   | 2,45 |
| 5  | Raudileno Ferreira Cordovil (Coari, 16.10.1957–)      | Partido da Frente Liberal (PFL)                    | 315   | 2,39 |
| 6  | Salustiano Rodrigues de Freitas                       | Partido do Movimento Democrático Brasileiro (PMDB) | 307   | 2,33 |
| 7  | José Wilson Matos Cavalcante (Coari, 30.05.1964–)     | Partido Democrático Trabalhista (PDT)              | 306   | 2,32 |
| 8  | Luiz Antônio Botelho da Cruz (Coari, 25.08.1962–)     | Partido da Mobilização Nacional (PMN)              | 283   | 2,15 |
| 9  | Maria Auxiliadora de Lima Yamaguchi                   | Partido Social Democrata Cristão (PSDC)            | 276   | 2,10 |
| 10 | Domício Rodrigues da Rocha                            | Partido Renovador Trabalhista Brasileiro (PRTB)    | 270   | 2,05 |
| 11 | Antônio da Silva Araújo (Coari, 27.08.1955–)          | Partido Liberal (PL)                               | 204   | 1,55 |

## Legislatura de 1993–1996
Estes são os vereadores eleitos nas eleições de 3 de outubro de 1992, pelo período de 1° de janeiro de 1993 a 31 de dezembro de 1996:
|    | Nome                                                         |
| -- | ------------------------------------------------------------ |
| 1  | Arnaldo Almeida Mitouso (1993-1994) (Coari, 01.05.1958–)     |
| 2  | Iranilson da Silva Medeiros (1995-1996) (Coari, 14.12.1965–) |
| 3  | Waldir de Melo Peres                                         |
| 4  | Anacleto Fernandes Dantas (Manaus, 07.10.1956–)              |
| 5  | Freitas Ferreira Cordovil                                    |
| 6  | Almir Martins de Araújo Filho                                |
| 7  | José Wilson Matos Cavalcante (Coari, 30.05.1964–)            |
| 8  | Raimundo Osni Souza de Oliveira (Coari, 05.12.1961–)         |
| 9  | Luiz Augusto Ribeiro Rebelo                                  |
| 10 | Lindolfo Reis Avelar (Coari, 09.09.1962–)                    |
| 11 | Ossias Josino da Costa (Coari, 03.07.1957–)                  |

## Legislatura de 1989–1992
Estes são os vereadores eleitos nas eleições de 15 de novembro de 1988, pelo período de 1° de janeiro de 1989 a 31 de dezembro de 1992:
| Mesa Diretora (1989-1990)   |                       |                        |                           |
| Nome                        | Início do mandato     | Fim do mandato         | Cargo                     |
| Raimundo Nonato de Oliveira | 1º de janeiro de 1989 | 31 de dezembro de 1990 | Presidente da Câmara      |
| Sebastião Barbosa de Lira   | 1º de janeiro de 1989 | 31 de dezembro de 1990 | Vice-presidente da Câmara |
| Iranilson da Silva Medeiros | 1º de janeiro de 1989 | 31 de dezembro de 1990 | 1º Secretário             |
| Freitas Ferreira Cordovil   | 1º de janeiro de 1989 | 31 de dezembro de 1990 | 2º Secretário             |

|    | Nome                                             |
| -- | ------------------------------------------------ |
| 1  | Raimundo Nonato de Oliveira (1989-1990)          |
| 2  | Herbert Aquino de Oliveira (1991-1992)           |
| 3  | Maria Auxiliadora de Lima Yamaguchi              |
| 4  | Freitas Ferreira Cordovil                        |
| 5  | Anacleto Fernandes Dantas                        |
| 6  | Domingos de Jesus Galúcio da Abreu               |
| 7  | Salustiano Rodrigues de Freitas                  |
| 8  | Sebastião Barbosa de Lira                        |
| 9  | Natanael Pereira Saldanha                        |
| 10 | Raimundo Braz Pereira Vieira                     |
| 11 | Iranilson da Silva Medeiros (Coari, 14.12.1965–) |

## Legislatura de 1983–1988
Estes são os vereadores eleitos nas eleições de 15 de novembro de 1982:
|    | Nome                                   |
| -- | -------------------------------------- |
| 1  | José Simão Neto (1983-1984)            |
| 2  | Antônio de Castro Lira (1985-1986)     |
| 3  | Domício Rodrigues da Rocha (1987-1988) |
| 4  | Manoel Francisco Ribeiro Gomes         |
| 5  | Maria Almeida do Nascimento            |
| 6  | Maria das Graças de Araújo Costa       |
| 7  | Lázaro Lopes da Silva                  |
| 8  | Anacleto Fernandes Dantas              |
| 9  | Herbert Aquino de Oliveira             |
| 10 | Freitas Ferreira Cordovil              |
| 11 | Itamar Simeão da Silva                 |

## Legislatura de 1977–1982
Estes são os vereadores eleitos nas eleições de 15 de novembro de 1976:
|   | Nome                                                |
| - | --------------------------------------------------- |
| 1 | José Simão Neto (1979-1980)                         |
| 2 | Roberval Rodrigues da Silva (1977-1978) (1981-1982) |
| 3 | Domingos Agenor Smith                               |
| 4 | Maria Almeida do Nascimento                         |
| 5 | Antônio Gouveia                                     |
| 6 | Raimundo de Freitas Dantas                          |
| 7 | Júlio de Souza Mesquita                             |
| 8 | Salomão Jorge de Melo                               |
| 9 | José Tenaçol Andes                                  |

## Legislatura de 1973–1976
Estes são os vereadores eleitos nas eleições de 15 de novembro de 1972:
|   | Nome                                   |
| - | -------------------------------------- |
| 1 | Saturnino Martins de Souza             |
| 2 | Raimundo de Freitas Dantas (1973-1974) |
| 3 | José Simão Neto (1975-1976)            |
| 4 | Demorgines Martins de Oliveira         |
| 5 | Salazar Maciel Rodrigues               |
| 6 | Júlio de Souza Mesquita                |

## Legislatura de 1969–1972
Estes são os vereadores eleitos nas eleições de 15 de novembro de 1968:
|   | Nome                                 |
| - | ------------------------------------ |
| 1 | Teófilo Marques Vera (1969-1970)     |
| 2 | Sebastião Rodrigues do Nascimento    |
| 3 | Manoel Soares da Fonseca (1971-1972) |
| 4 | Hibernon Cirino Vieira               |
| 5 | Armando Clementino da Silva          |
| 6 | Jorge Fernando Nogueira Amaral       |

## Legislatura de 1964–1968
|   | Nome                                    |
| - | --------------------------------------- |
| 1 | Manoel Cruz Barreto Filho (1964-1965)   |
| 2 | Joaquim Pereira Filho                   |
| 3 | Antônio Simão Neto                      |
| 4 | Hibernon Cirino Vieira                  |
| 5 | Raimundo Nonato de Oliveira (1966-1968) |
| 6 | Ernane Gurgel de Lima                   |

## Legislatura de 1960–1963
|   | Nome                               |
| - | ---------------------------------- |
| 1 | Jorge Abílio Abinader              |
| 2 | Teófilo Marques Vera (1960-1961)   |
| 3 | Maria Ferreira de Moura            |
| 4 | Raimundo de Freitas Dantas         |
| 5 | Eduardo Carneiro                   |
| 6 | Luiz Freitas de Moraes (1962-1963) |

## Legislatura de 1956–1959
|   | Nome                                |
| - | ----------------------------------- |
| 1 | Sebastião Rodrigues do Nascimento   |
| 2 | Raimundo de Freitas Dantas          |
| 3 | Jacira da Silva Miranda             |
| 4 | João Nogueira de Araújo (1956-1957) |
| 5 | Maria Ferreira de Moura (1958-1959) |
| 6 | João Soares da Fonseca              |
| — | Militão de Souza                    |

## Legislatura de 1952–1955
|   | Nome                                  |
| - | ------------------------------------- |
| 1 | Américo Corrêa Dantas                 |
| 2 | Dorval dos Santos Melo                |
| 3 | Enedino Monteiro da Silva (1952-1953) |
| 4 | Teófilo Marques Vera (1954-1955)      |
| 5 | Dulce Cruz de Moraes                  |
| 6 | Antônio José de Lima                  |

## Legislatura de 1947–1951
|   | Nome                                   |
| - | -------------------------------------- |
| 1 | Teófilo Marques Vera                   |
| 2 | Antenor Albuquerque Leitão (1947-1948) |
| 3 | Dulce Cruz de Moraes                   |
| 4 | Enedino Monteiro da Silva              |
| 5 | Raimundo Monteiro Júnior (1949-1951)   |

## Legislatura de 1939–1947
Após o ano de 1939 até o ano de 1947, o município ficou sem vereadores, fato este ocasionado pela ditadura.

## Legislatura de 1936–1939
|   | Nome                       |
| - | -------------------------- |
| 1 | Américo Vespúcio Leitão    |
| 2 | Henoch Siqueira Cavalcante |
| 3 | João Rocha Linhares        |
| 4 | Ataliba José de Lima       |
| 5 | Manoel Antônio Damasceno   |

## Legislatura de 1932–1936
|   | Nome                       |
| - | -------------------------- |
| 1 | Júlio Augusto Bezerra      |
| — | Edgar de Paula Rodrigues   |
| 2 | Lindolfo Sales da Silveira |
| — | Benjamim Mussa             |
| 3 | Henoch Siqueira Cavalcante |
| — | Américo Vespúcio Leitão    |
| 4 | Manoel Antônio Damasceno   |
| 5 | Naif Moraes                |

## Legislatura de 1921–1931
Não se tem registro.

## Legislatura de 1917–1920
|   | Nome                                             |
| - | ------------------------------------------------ |
| 1 | Lucas Pinheiro                                   |
| 2 | Francisco José Ferreira de Carvalho (Secretário) |
| 3 | Maurício Ferreira                                |
| 4 | José Antônio de Melo                             |
| 5 | Crysolito Corrêa da Costa                        |

## Legislatura de 1902–1916
Não se tem registro.

## Legislatura de 1898–1901
|   | Nome                         |
| - | ---------------------------- |
| 1 | Veríssimo Guimarães Solimões |
| 2 | Ignácio Porto                |
| 3 | Francisco José Queiroz       |

## Legenda
| cor  | significado          |
| Bege | Presidente da Câmara |
| Azul | Suplente             |